# Schiedea nuttallii
Schiedea nuttallii är en nejlikväxtart som beskrevs av William Jackson Hooker.
Schiedea nuttallii ingår i släktet Schiedea och familjen nejlikväxter. Inga underarter finns listade i Catalogue of Life.